# Paul Grill
Paul Grill (* 1979 in Ost-Berlin) ist ein deutscher Schauspieler.

## Leben und Ausbildung
Paul Grill wuchs in Berlin und Hamburg auf. Während seiner Schulzeit nahm er an einem Austauschprogramm teil und verbrachte ein Jahr an einer High School in Vermont (USA). Nach seinem Abitur im Jahr 2000 am Friedrich-Engels-Gymnasium in Berlin-Reinickendorf und anschließendem Zivildienst im Virchow-Klinikum entschloss er sich zum Schauspielstudium. Nach mehreren Vorsprechen an verschiedenen Schauspielschulen konnte er seine Ausbildung 2001 an der Hochschule für Musik und Theater „Felix Mendelssohn Bartholdy“ Leipzig aufnehmen. Bereits im Rahmen seiner Ausbildung spielte er am Staatsschauspiel Dresden. Sein erstes festes Engagement führte ihn 2004 an das Staatstheater Cottbus. Es folgten Engagements am Theater Heidelberg, am Badischen Staatstheater Karlsruhe und am Theater Basel. Von 2013 bis 2018 gehörte er zum Ensemble des Staatstheaters Stuttgart unter Armin Petras als Intendanten. Dort arbeitete er u. a. mit Regisseuren wie Armin Petras, Stephan Kimmig, Christopher Rüping, Kay Voges, Simon Solberg, Sebastian Baumgarten, Stefan Pucher, Laurent Chétouane, Christiane Pohle und Martin Laberenz zusammen. Seit der Spielzeit 2018/19 ist Paul Grill festes Ensemblemitglied am Deutschen Theater Berlin, wo er u. a. mit Jorinde Dröse, Stephan Kimmig, Anne Lenk und Ewelina Marciniak zusammenarbeitete.
Paul Grill lebt in Berlin.

## Theater (Auswahl)
- 2005–2007: Staatstheater Cottbus
  - Werther, Rolle: Werther
  - Kabale und Liebe, Rolle: Ferdinand
  - Romeo und Julia, Rolle: Romeo

- 2007–2011: Theater Heidelberg
  - Die Räuber, Rolle: Franz Mohr
  - Was ihr wollt, Rolle: Orsino
  - Die Nibelungen, Rolle: Hagen
  - Dantons Tod, Rolle: Danton
  - Faustrecht der Freiheit, Rolle: Eugen Thiess
  - Hamlet, Rolle: Hamlet
  - Dorfpunks

- 2011–2012 Badisches Staatstheater Karlsruhe
  - Die Hermannsschlacht, Rolle: Hermann
  - Amphitryon, Rolle: Jupiter

- 2012–2013 Theater Basel
  - Don Karlos, Rolle: Don Karlos
  - Angst, Rolle: Alex Hoffman

- 2013–2018 Schauspiel Stuttgart
  - Das Fest, Rollen: Christian, Vater, Opa
  - Der Zauberberg, Rolle: Hans Castorp
  - Die Möwe, Rolle: Dorn
  - Der Sturm; Rolle: Ariel
  - Nathan der Weise, Rolle: Derwisch
  - Lolita, Rolle: Humbert Humbert
  - Ehen in Philippsburg, Rolle: Alexander Alwin
  - Kasimir und Karoline, Rolle: Schürzinger
  - Faust, Rolle: Faust
  - 1. Evangelium frei nach dem Matthäus-Evangelium, Rolle: Regisseur
  - Salome,  Rolle: Johannes

- 2018–2023 Deutsches Theater Berlin
  - Westend von Moritz Rinke, Rolle: Michael
  - Jedermann (stirbt) von Ferdinand Schmalz, Rolle: die teuflisch gute Gesellschaft
  - Maria Stuart, Rolle: Paulet
  - Die Wildente, Rolle: Hjalmar Ekdal
  - Michael Kohlhaas, Rolle: Herse
  - Auferstehung von Lew N. Tolstoi in einer Bearbeitung von Armin Petras, Rollen: Deutscher/Schwager/Simon/Hund
  - Werther nach Johann Wolfgang von Goethe, Rolle: Albert
  - Das Augenlid ist ein Muskel von Alexander Stutz, Rolle: Aaron

## Hörspiele (Auswahl)
Aus der ARD-Hörspieldatenbank:
- 2018: Walter Filz, Michael Lissek: Akte 88 Die tausend Leben des Adolf Hitler. Satirisches Doku-Hörspiel (10 Folgen) (Berliner) – Regie: Walter Filz, Michael Lissek (Original-Hörspiel, Dokumentarhörspiel, Feature, Satire – SWR)